# Републикански път III-211
Републикански път IIІ-211 е третокласен път, част от републиканската пътна мрежа на България, изцяло на територията на област Силистра, Община Ситово. Дължината му е 10,4 км.
Пътят се отклонява наляво при 87,1-ви км на Републикански път II-21, минава през селата Поляна и Попина и достига до пристанище Попина на река Дунав.
| Пътища, отклоняващи се надясно (населено място, № на пътя, посока на пътя) | Км   | Пътища, отклоняващи се наляво (посока на пътя, № на пътя, населено място) |
| -------------------------------------------------------------------------- | ---- | ------------------------------------------------------------------------- |
| Община Ситово, II-21, 87,1 км ←                                            | 0,0  | ← 87,1 км, II-21, Община Ситово                                           |
| с. Поляна                                                                  | 1,5  | с. Поляна                                                                 |
| с. Попина                                                                  | 9,3  | → с. Попина, общински път (за с. Гарван)                                  |
| пристанище Попина                                                          | 10,4 | пристанище Попина                                                         |